# クリスティアン・フリュヒトル
クリスティアン・フリュヒトル（Christian Früchtl, 2000年1月28日 - ）は、ドイツ・バイエルン州ビショフスマイス出身のサッカー選手。USレッチェ所属。ポジションはゴールキーパー。

## 経歴

### クラブ

#### ユース時代
故郷のクラブSVビショフスマイスでユースのキャリアをスタートした後、2014年にSpVgg GRUNワイスデッゲンドルフに移り、2017年にはバイエルン・ミュンヘンのユースアカデミーに移籍した。
2016-17シーズン、バイエルンのU-17チームで14試合に出場しU17ブンデスリーガのタイトルを獲得した。また、同じシーズンにバイエルンのU-19チームでは7試合に出場し、 A-ジュニアンブンデスリーガで準優勝を果たしている。

#### バイエルン・ミュンヘン
2017–18シーズン、バイエルン・ミュンヘンIIでシニアキャリアをスタートし、2017年8月15日にVfRガーヒング戦でレギオナルリーガ・バイエルンにデビューしている（結果は2-2の引き分け）。また、2019年7月20日の3. リーガヴュルツブルガー・キッカーズとのアウェー戦でリザーブチームのプロデビューを果たしている。

#### ニュルンベルク
2020年8月7日、1シーズンのレンタルでニュルンベルクに移籍した。

#### バイエルン・ミュンヘン復帰
2021-22シーズンはマヌエル・ノイアーとスヴェン・ウルライヒに次ぐ第3のゴールキーパーとしてバイエルン・ミュンヘンに復帰、2021年9月末には2023年6月30日まで契約を1年延長した。

#### アウストリア・ウィーン
2022年6月15日、FKアウストリア・ウィーンに移籍した。

#### レッチェ
2024年6月25日、USレッチェに2年間の延長オプションが付いた2027年6月までの3年契約で移籍した。

### 代表
2016年から2017年にかけてU-17ドイツ代表で5キャップを記録した他、いくつかのユースカテゴリでドイツ代表を経験している。

## 個人成績
2021年9月17日現在
| クラブ                    | シーズン | リーグ                       | リーグ | リーグ | カップ戦 | カップ戦 | 国際大会 | 国際大会 | その他 | その他 | 合計 | 合計 |
| クラブ                    | シーズン | ディビジョン                 | 出場   | 得点   | 出場     | 得点     | 出場     | 得点     | 出場   | 得点   | 出場 | 得点 |
| ------------------------- | -------- | ---------------------------- | ------ | ------ | -------- | -------- | -------- | -------- | ------ | ------ | ---- | ---- |
| バイエルン・ミュンヘン II | 2017–18  | レギオナルリーガ・バイエルン | 20     | 0      | —        | —        | —        | —        | —      | —      | 20   | 0    |
| バイエルン・ミュンヘン II | 2018–19  | レギオナルリーガ・バイエルン | 17     | 0      | —        | —        | —        | —        | —      | —      | 17   | 0    |
| バイエルン・ミュンヘン II | 2019–20  | 3. リーガ                    | 27     | 0      | —        | —        | —        | —        | —      | —      | 27   | 0    |
| バイエルン・ミュンヘン II | 2021–22  | レギオナルリーガ・バイエルン | 2      | 0      | —        | —        | —        | —        | —      | —      | 2    | 0    |
| バイエルン・ミュンヘン II | 通算     | 通算                         | 66     | 0      | —        | —        | —        | —        | —      | —      | 66   | 0    |
| バイエルン・ミュンヘン    | 2017–18  | ブンデスリーガ               | 0      | 0      | 0        | 0        | 0        | 0        | 0      | 0      | 0    | 0    |
| バイエルン・ミュンヘン    | 2018–19  | ブンデスリーガ               | 0      | 0      | 0        | 0        | 0        | 0        | 0      | 0      | 0    | 0    |
| バイエルン・ミュンヘン    | 2019–20  | ブンデスリーガ               | 0      | 0      | 0        | 0        | 0        | 0        | 0      | 0      | 0    | 0    |
| バイエルン・ミュンヘン    | 2021–22  | ブンデスリーガ               | 0      | 0      | 0        | 0        | 0        | 0        | 0      | 0      | 0    | 0    |
| バイエルン・ミュンヘン    | 通算     | 通算                         | 0      | 0      | 0        | 0        | 0        | 0        | 0      | 0      | 0    | 0    |
| ニュルンベルク (loan)     | 2020–21  | 2. ブンデスリーガ            | 0      | 0      | 0        | 0        | 0        | 0        | 0      | 0      | 0    | 0    |
| 総通算                    | 総通算   | 総通算                       | 66     | 0      | 0        | 0        | 0        | 0        | 0      | 0      | 66   | 0    |

## タイトル

### クラブ
バイエルン・ミュンヘン
- DFLスーパーカップ： 2017 [19]
- ブンデスリーガ： 2021-22

バイエルンミュンヘンII
- レギオナルリーガ・バイエルン： 2018–19 [20]
- 3. リーガ： 2019–20 [20]